# Johann Georg Michael Wieninger
Johann Georg Michael Wieninger, kurz meist nur Georg Wieninger genannt (* 21. April 1746 in Trautmannsdorf; † 31. Januar 1827 in Vilshofen) war ein bayerischer Unternehmer, Brauer und Politiker. Eine Pionierleistung lag in seinem Beitrag zum Aufbau einer bayerischen Zuckerrübenindustrie.

## Leben und Familie
Wieninger wurde als Sohn des Gastwirts Thomas Wieninger (1712–1788) als zweites von 16 Kindern geboren. Die Gastwirtschaft in Trautmannsdorf ist bereits um 1500 im Besitze der Familie Wieninger verbürgt. Seine Mutter Euphrosina Hilz (1723–1753) stammte aus einer Brauerei in Zenting, einer Seitenlinie der bekannten Glashütten-Dynastie Hilz.
Etliche seiner Familienmitglieder waren politisch aktiv und ließen sich in die bayerische Kammer der Abgeordneten wählen: drei seiner Söhne, Johann Georg, Franz Xaver und Gottlieb Wieninger, auch sein Enkel Anton Pummerer, der Mann seiner Enkelin, Jakob Josef Ziegler, der Halbbruder Philipp sowie der Neffe Max Christian Wieninger. Der Sohn Felix sollte das Anwesen in Schärding und Fürstenzell übernehmen, die Töchter heirateten in bekannte Familien in Vilshofen, Regensburg (Stadtamhof), Passau und Salzburg ein. Von seinen Urenkeln wirkte Georg Wieninger in Schärding als Agronom, während Ludwig Boltzmann als Physiker besondere Berühmtheit erlangte. Der Mann einer Enkelin, der Bad Reichenhaller Apotheker Mathias Mack, erfand die Destillation des Latschenkieferöls, der Münchner Großbrauer Josef Hierl war ebenfalls mit einer Enkelin Wieningers verheiratet.
Nach dem frühen Tod der Mutter erlernte Johann Georg bei seinem Stiefgroßvater Johann Adam Schönauer in Perlesreut den Beruf des Hopfenhändlers. 1773 heiratete er dessen Enkelin Maria Katharina Krieger (1754–1824) und zog nach Wartberg bei Perlesreut, wo der Schwiegervater Matthias Krieger († um 1785) das bischöfliche Passauische Schlössl bewohnte und den Hopfenhandel weiterbetrieb und angeblich sogar ein Kaufhaus hatte. Einige Jahre nach dem Tod des Schwiegervaters zog er mit seiner Familie nach Vilshofen, wo er eine Brauerei zunächst pachtete und später kaufte, ebenso wie Gebäude des ehemaligen Kapuzinerklosters Vilshofen. Von Vilshofen aus baute er seine diversen Betriebe auf und leitete sie.
In der Stadtpfarrkirche Vilshofen befindet sich eine Gedenktafel mit der Inschrift: „Auspicie Deo, iussu et expensis Maximiliani Josephi IV., Electoris Bavariae sub directione Joannis Georgii Wieninger, braxatrois Vilshofensis, jam dissoluta Canonicali Capitulo haec ecclesia die XII. Maji MDCCXCIV flammis deleta suis ex favillisl aeta resurrexit Anno MDCCCIV.“ (Quelle: Donau-Zeitung, 18. August 1854)

## Geschäftliche Expansion und Pioniertaten

### Wartberg
Einige Jahre nach dem Tod des Schwiegervaters Matthias Krieger († um 1785) verkaufte Georg das Anwesen in Wartberg.

### Schärding
Bereits 1786 hatte Wieninger Anwesen in Schärding vom aufgehobenen Stift Suben erworben.

### Vilshofen
1804 erwarb Wieninger die Gebäude und einen Teil des Gartens des 1802 aufgehobenen Kapuzinerklosters Vilshofen. Der Konvent wurde nach Wasserburg „transportiert“. Kloster und Kirche wurden später teilweise zerstört. Er betrieb in Vilshofen v. a. eine Brauerei.

### Fürstenzell
Die Familie Wieninger erwarb die Kloster- und Ökonomiegebäude, gab den Bewohnern der Umgebung Arbeit und ließ eine Besiedlung des Ortes zu. 1807 wurde die Klosterkirche Pfarrkirche; wenige Jahre darauf wurde die bisherige Pfarrkirche in Unterirsham abgebrochen. Wegen der schlechten Wirtschaftslage verkaufte sein Urenkel Franz Wieninger den Gebäudekomplex im November 1928 an die bischöfliche Brauerei Hacklberg, die ihn jedoch schon zwei Jahre später an die Deutsche Provinz der Gesellschaft Mariens weiterveräußerte.

### Passau
Johann Georg erwarb in Passau ein Tabaktrafikgeschäft und einen Ölstampf im Schleiferhaus am Severinstor, mit dem Recht auf Fabrizierung von Schnupf- und Rauchtabak.
Er übergab nun seinem ältesten Sohn Johann Georg die Passauer Betriebe. Johann Georgs Witwe Therese suchte 1822 um Fortsetzung des Geschäftes nach und verkaufte noch im gleichen Jahr an ihren zweiten Ehemann, den Tabakfabrikanten Josef Paur.

### Zuckerfabrikation
Wieninger ließ seinen Sohn Felix in Augsburg bei Utzschneider und Nikolaus v. Grauvogl für die Rübenzucker-Erzeugung ausbilden. 1812 beantragte er eine Konzession für Rübenzuckerfabrikation in Fürstenzell. Dies war damals eine der ersten Rübenzuckerfabriken Deutschlands, sie musste aber aus Rentabilitätsgründen bald aufgegeben werden.

### Geschäftsstrategie
Wieninger, der aus einer kinderreichen Familie stammte und somit kaum ein nennenswertes Erbe erlangt haben kann, nutzte jede Gelegenheit zur Vergrößerung seines Immobilienbesitzes. Hier kam ihm die Säkularisation in Österreich und Bayern zustatten, er konnte günstig Besitz von den Klöstern und aus Konkursen erwerben. Möglicherweise stammte sein Startkapital von seiner Ehefrau und somit aus dem Verkauf von deren Anwesen in Wartberg.

### Verwaltung des Besitzes
Wieninger übergab den Passauer Betrieb seinem ältesten Sohn Johann Georg, den Schärdinger Betrieb seinem Sohn Felix und den Vilshofener Betrieb seinem unverheirateten Sohn Gottlieb. In Fürstenzell setzte Felix vermutlich Verwalter ein, erst 1887 waren Familienmitglieder dort wohnhaft.

### Gesellschaftliche Leistungen
Als „ein biederer, tüchtiger, frommer Bürger“ charakterisiert, leitete Wieninger den Wiederaufbau der Stadtpfarrkirche St. Johannes der Täufer der Stadt Vilshofen an der Donau „nach dem schrecklichen Brande am 12. Mai 1794, welcher die ganze Stadt in Asche legte“.